# John Henry van der Meer
John Henry (Jack) van der Meer ('s-Gravenhage, 9 februari 1920 - Fürth, 1 februari 2008) was een Nederlands conservator en lid van de Koninklijke Nederlandse Akademie van Wetenschappen.

## Opleiding
Hij was zoon van de onderwijzers Hendricus Johannes van der Meer en de Britse Elizabeth Healey. Van der Meer doorliep het Gymnasium Haganum en ging rechten en muziekwetenschappen studeren aan de Universiteit Utrecht bij Albert Smijers en Eduard Reeser. Hij maakte naast zijn studie veel muziek en nam lessen in zang en solfège. In de Tweede Wereldoorlog werd hij door de Duitsers gevangengenomen als gijzelaar als gevolg van de moord op een Nederlandse SS-officier en tewerkgesteld in een steengroeve in Leimen (onder Heidelberg). Van der Meer studeerde in 1946 af in de rechten. Hij was toen al benoemd als leraar muziekgeschiedenis aan het Utrechtse conservatorium, waar hij het jaar daarop eindexamen muziektheorie deed, zodat hij theoretische vakken kon geven. In 1961 promoveerde hij cum laude bij prof. dr. Eduard Reeser tot doctor in de Muziekwetenschappen met een dissertatie over Johann Joseph Fux als operacomponist.

## Loopbaan
In 1954 werd Van der Meer benoemd tot conservator van de muziekafdeling van het Haags Gemeentemuseum, dat beschikte over de belangrijke collectie muziekinstrumenten die ooit bijeen was gebracht door Daniël François Scheurleer. Zo raakte Van der Meer op het spoor van de organologie of muziekinstrumentenkunde. Hij vertrok in 1962 naar Duitsland, naar het Germanisches Nationalmuseum in Neurenberg, waar kort ervoor de privécollectie van de gebroeders Rück was verworven. Er werd een afzonderlijke afdeling voor muziekinstrumenten opgericht en Van der Meer werd er Oberconservator. Hij werkte nu samen met de jonge vioolbouwer Friedemann Hellwig, die zowel koperen blaasinstrumenten als klavier- en snaarinstrumenten restaureerde. Zo verkreeg het museum een reeks schitterend gerestaureerde originele instrumenten. Van der Meer organiseerde in het museum een concertserie onder de naam van Musica antiqua, waar internationale beroemdheden optraden. In 1960 richtte hij het Comité International des Museés et Collections d'Instruments de Musique (CIMCIM) op; met leden, conservatoren en directeuren van muziekinstrumentverzamelingen wereldwijd hield hij nauw contact. Hij publiceerde vele tientallen artikelen over organologische onderwerpen, vooral over klavecimbels en andere historische klavierinstrumenten. Samen met cellist en gambist Carel van Leeuwen Boomkamp stelde hij in 1971 een catalogus op van diens collectie van meer dan honderd instrumenten, die enkele jaren later zou worden aangekocht door het Haags Gemeentemuseum. Een ander project van Van der Meer was het maken van de catalogus van alle muziekinstrumenten van het Germanisches Nationalmuseum, maar daarvan verscheen alleen het eerste deel, over hoorns en trompetten, membranofonen en idiofonen (1980). Later volgden, in samenwerking met anderen, catalogi van Italiaanse collecties, zoals die van het Museo Civico di Storia e Arte Medievale e Moderna di Modena, de Accademia Filarmonica di Verona, het Museo Civico Medievale di Bologna en de klavecimbel - en spinetverzameling van Luigi Ferdinando Tagliavini. Hij publiceerde nog een overzichtswerk Musikinstrumenten. Von der Antike bis zu Gegenwart (1983).
Van der Meer kreeg in 1972 het buitenlands correspondentschap van de Koninklijke Nederlandse Akademie van Wetenschappen aangeboden en in 1986 kende de American Musical Instrument Society hem de Curt Sachs Award toe voor zijn werk als wetenschapper en conservator, zijn internationaal leiderschap tijdens organologische conferenties en het evenwicht dat hij had weten te vinden tussen het behoud van instrumenten door gewetensvolle restauratie enerzijds en de toegankelijkheid door tentoonstellingen, catalogi en incidentele bespelingen anderzijds.